# Морфо менелай

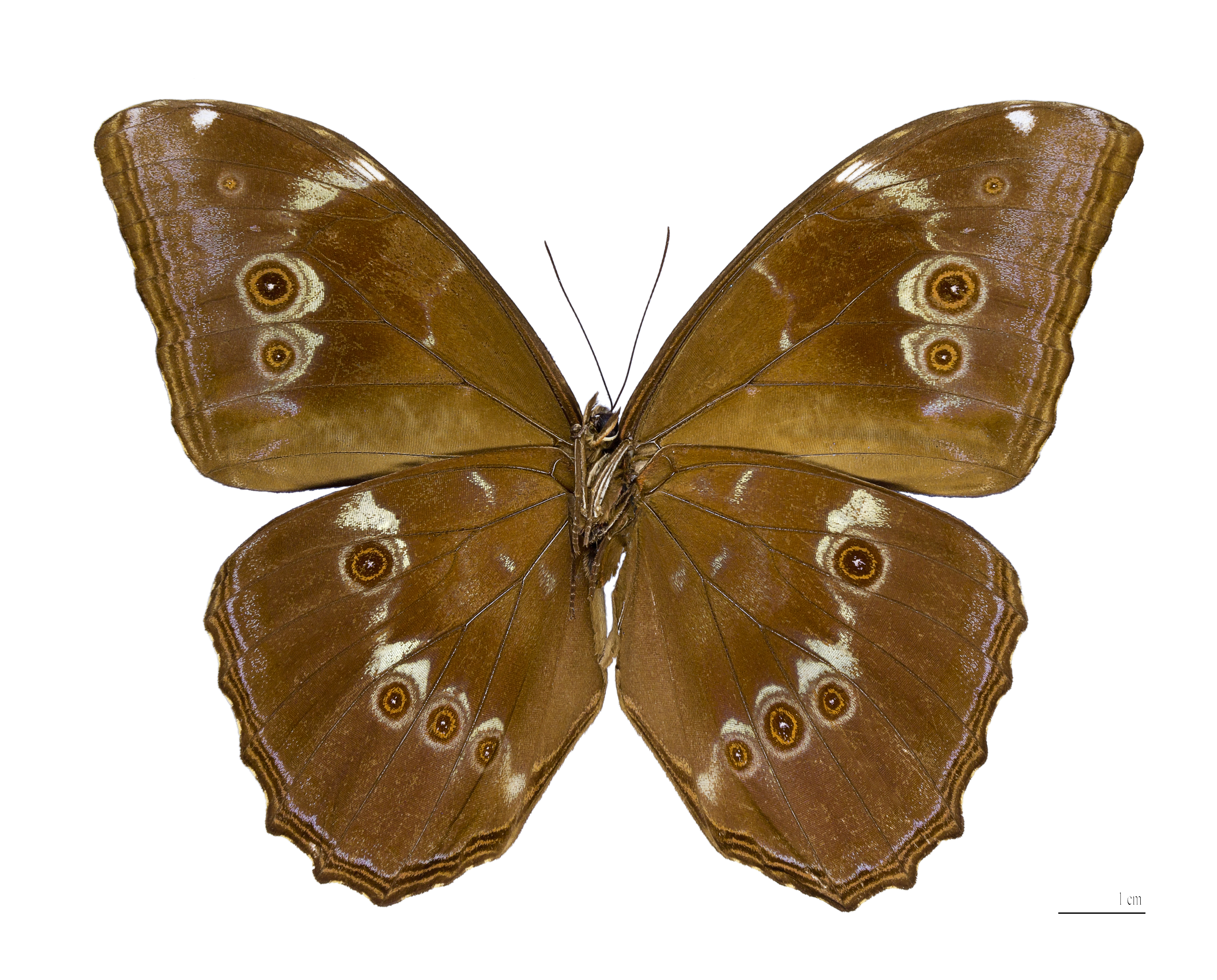
Вид крыльев бабочки снизу.

Морфо менелай (лат. Morpho menelaus) — вид бабочек рода Морфо из семейства Nymphalidae. 

## Название
Бабочка была названа в 1758 году шведским учёным Карлом Линнеем как Papilio menelaus в честь греческой мифологического персонажа — Менелая, царя древней Спарты.

## Описание
Цвет крыльев от синего до тёмно-синего с металлическим блеском. Встречаются экземпляры и с промежуточной окраской — голубой, тёмно-голубой. Размах крыльев 120 — 140 мм. Самка крупнее самца. Окраска самки отличается от окраски самца: голубым цветом окрашены только внутренние участки крыльев, обрамлённые каймой почти чёрного цвета, на которой проходят две параллельные перевязи, состоящие из пятнышек светлого цвета.

## Распространение
Бабочка встречается в тропических лесах Бразилии, Гайаны, Колумбии, Эквадора и Венесуэлы. Обитает на опушках и лесных полянах почти круглый год.